# Petr Machovský
Petr Machovský (* 8. ledna 1979) je bývalý český fotbalový rozhodčí, podnikatel a ředitel fotbalového klubu SFC Opava.
Více než dvanáct let působí ve výkonnostním fotbalu a to převážně ve fotbalovém klubu FC Dolní Benešov kde zastával funkci předsedy klubu.
V sezóně Divize E 2017/18 klub FC Dolní Benešov postoupil do třetí nejvyšší české fotbalové soutěže MSFL.
Dne 29. 5. 2019 složil ve výkonném výboru klubu FC Dolní Benešov mandát a domluvil se na spolupráci v klubu SFC Opava kde zodpovídá za hospodářskou stránku klubu.
Ke dni 19.9.2019 na vlastní žádost ukončil působení ve funkci ředitele klubu.

## Studium
Vystudoval Mendelovo gymnázium v Opavě.

## Podnikání
Je vlastníkem společnosti PEMA Technik s.r.o.. jedná se o obchodní a výrobní firmu v oblasti konstrukce a vývoje či aplikací logistiky ve všech odvětvích průmyslu.

## Soukromý život
Žije ve městě Dolní Benešov.

## Historie
Již v roce 2013 byl mezi jedním z kandidátů do funkce ředitele fotbalového klubu SFC Opava